# Ekhymosis
Ekhymosis est un groupe de rock et heavy metal colombien, originaire de Medellín, Antioquia. Après des années de succès national, Ekhymosis se sépare en 1999. Le groupe est reformé en 2012 avec de nouveaux membres.

## Biographie

### Années de succès
Depuis leurs débuts dans le heavy metal, Ekhymosis (du grec ἐκχύμωσις, ecchymosis, « ecchymose ») utilise les mêmes paroles pro-latinos que le groupe Kraken. Après quelques concerts dans leur ville (et dans d'autres régions de la Colombie), qui leur permettront de se populariser, le groupe enregistre une démo de deux chansons, qui décrit la violence qui règne à Medellín, le nombre de morts innocents, et d'autres problèmes qui gangrènent le pays. La démo se vend grâce à leurs amis et à la famille, et le groupe décide d'enregistrer un premier album studio. Ekhymosis est contacté par une représentante de Codiscos avec qui ils signent un contrat de distribution.
1993 assiste à la publication de Niño gigante, un album heavy metal qui comprend l'une des plus célèbres chansons du groupe, Solo. Des polémiques entourent le groupe après la publication de leur album suivant, Ciudad pacífico, en 1994, produit par Federico López, qui est un album orienté hard rock aux sonorités latinos. Ekhymosis tentait de créer un son unique (rock colombien) et ne souhaitait pas être considéré comme un « Metallica hispanique ». L'année suivante, en 1995, le groupe, avec deux nouveaux membres, publie un nouvel album, Amor bilingüe, dont le single De madrugada atteint les classements musicaux colombiens. Le clip de la chanson passe sur MTV. La même année, Ekhymosis publie une version rock de l'hymne national colombien, critiqué par certains, mais bien accueilli par le jeune public. Ekhymosis joue aux côtés de Bon Jovi en novembre la même année.
En 1996, le groupe publie l'album Acústico, et décide de s'envoler pour Los Angeles où ils jouent dans divers clubs et commencent les enregistrements de leur nouvel album. En 1997, le groupe, qui compte désormais un total de quatre membres (Juan Esteban, Andrés, Toby et José) enregistre leur album éponyme à L.A., qui reprend d'anciennes chansons comme Solo, Sin rencores, De madrugada) et contient de nouvelles chansons comme notamment La Tierra, considérée par certains fans comme « le second hymne colombien. » Le groupe est à son pic de popularité, mais elle ne durera pas.
En 1998, Ekhymosis remporte trois Shock Awards (dans les catégories « meilleur groupe national », « meilleure chanson » pour La Tierra, et « meilleur compositeur » pour Juan Esteban). Quelques mois plus tard, à la suite de divergences internes, le groupe se sépare. Juan Esteban se lance dans une carrière sous le nom de Juanes  ; le batteur du groupe, Jose Lopera, commence à travailler sur son premier album, et continuera à collaborer avec Juanes ; le guitariste d'Ekhymosis, Toby, joue avec Juanes sur son second album,.

### Réunion
En 2012, le groupe annonce sa réunion avec de nouveaux membres, sous les traits d'un groupe de thrash metal. La formation inclut aussi le batteur Andrés García. Au début de 2016, le groupe annonce son premier album en presque 20 ans, intitulé Despertar. Le 23 février 2016 sort le clip de la chanson homonyme, tourné au Hard Rock Cafe Medellín,.

## Membres

### Membres actuels
- Andrés García - guitare solo (1988-1989), basse (1990-1999, depuis 2012)[1]
- Mauricio Estrada - batterie (depuis 2012)[1]
- Oscar Osorio - guitare solo (2012-2013, depuis 2015)[1]
- Felipe Manrique - guitare rythmique (depuis 2015)[1]
- Luis Duqueiro - chant (depuis 2015)[1]

### Anciens membres
- Juan Esteban Aristizábal - chant (1990-1999), guitare rythmique (1988-1999)[1]
- Alex Oquendo - chant (1988)[1]
- Toto Lalinde - chant (1989)[1]
- Esteban Mora - batterie (1988-1993)[1]
- José Lopera - batterie (1994-1999)[1]
- Felipe Martínez - percussions (1994-1996)[1]
- Felipe Zárate - basse (1988-1989)[1]
- José Uribe - guitare solo (1990-1993)[1]
- Fernando « Toby » Tobón - guitare solo (1994-1999)[1]
- Alejandro Ochoa - clavier (1992-1996)[1]
- Oscar Osorio - guitare (2012-2013)[1]
- Diego Vargas - guitare (2013)[1]

### Membres invités
- Jorge Vargas - percussions
- Felipe Alzate - percussions
- Andrés Múnera - clavier

## Discographie
- 1988 : Ekhymosis
- 1991 : De rodillas
- 1993 : Niño gigante
- 1994 : Ciudad pacífico
- 1995 : Amor bilingüe
- 1996 : Ekhymosis Unplugged
- 1997 : Ekhymosis